# 默里迪恩 (科羅拉多州)
默里迪恩（英語：Meridian）是位於美國科羅拉多州道格拉斯縣的一個人口普查指定地區。

## 地理
默里迪恩的座標為39°32′51″N 104°51′03″W / 39.54750°N 104.85083°W，而該地最高點為海拔高度1795米（即5889英尺）。

## 人口
根據2010年美國人口普查的數據，默里迪恩的面積為2.3平方千米，均為陸地。當地共有人口2970人，而人口密度為每平方千米1,291人。